# 抵抗2
《抵抗2》是一款由Insomniac Games开发，索尼电脑娱乐发行的PlayStation 3平台独占的军事科幻第一人称射击游戏。本作是抵抗：灭绝人类的续作。
在合成兽Chimera发动对美国东西海岸全面入侵的情况下，上代的主角内森·黑尔（Nathan Hale）前往美国与合成兽Chimera进行战斗。本作中，黑尔是“哨兵”部队中的一员。“哨兵”部队由Chimera病毒感染者组成的精锐部队，成员需定期注射Chimera病毒抑制剂。
2014年3月28日，索尼关闭了《抵抗：灭绝人类》、《抵抗2》、《抵抗3》的线上服务。

## 评价
本作在汇总媒体GameRankings和Metacritic上获得“一般好评”的评价。